# Scoob!
Scoob! (bra: Scooby!: O Filme; prt: Scooby!) é um filme em animação digital de mistério e comédia, baseado em Scooby-Doo, produzido pelo Warner Animation Group e distribuído pela Warner Bros. Pictures.
O filme é dirigido por Tony Cervone a partir de um roteiro escrito por Adam Sztykiel, Jack Donaldson, Derek Elliott e Matt Lieberman, e uma história escrita por Lieberman, Eyal Podell e Jonathon E. Stewart. O filme estrela Frank Welker como Scooby-Doo (o único membro do elenco original a reprisar seu papel) e Will Forte, Gina Rodriguez, Zac Efron e Amanda Seyfried como Salsicha, Velma, Fred e Daphne, respectivamente, com Mark Wahlberg, Jason Isaacs, Kiersey Clemons, Ken Jeong e Tracy Morgan como outros personagens da Hanna-Barbera. É um reboot dos filmes de Scooby-Doo com estreia nos cinemas, e destina-se a ser o primeiro de uma série de filmes criados dentro de um universo cinematográfico da Hanna-Barbera. O enredo do filme segue a gangue misteriosa quando eles são alistados por Falcão Azul para impedir Dick Vigarista de abrir o submundo e liberar Cerberus.
Os planos para um novo filme de Scooby-Doo começaram em junho de 2014, quando a Warner Bros. anunciou que faria um reboot dos filmes de Scooby-Doo com estreia nos cinemas, com um filme de animação. Cervone foi inicialmente contratado para dirigir o filme em agosto de 2015, com Dax Shepard sendo co-diretor em setembro de 2016. Em outubro de 2018, Shepard não fazia mais parte do projeto. Grande parte do elenco foi contratada em março de 2019. Os serviços de animação foram fornecidos pela Reel FX Animation Studios.
Scoob! foi lançado digitalmente em vídeo sob demanda em 15 de maio de 2020. Inicialmente estava programado para estrear nos cinemas na mesma data, mas a estreia nos cinemas foi cancelada por causa da pandemia do COVID-19. Apesar de receber críticas mistas dos críticos, ele liderou as vendas nos três primeiros fins de semana de lançamento em vídeo sob demanda. 

## Enredo
Salsicha e Scooby Doo há uma conexão instantânea envolvendo comida quando se encontraram pela primeira vez, e logo se unem aos jovens detetives Fred, Velma e Daphne para criar a Mistério S/A. Só que, após resolver centenas de casos, eles encontram o desafio de impedir o "apocãolipse", que virá quando o fantasma do cão Cerberus for liberado no mundo.

## Elenco
- Will Forte como Salsicha[6]
- Mark Wahlberg como Falcão Azul[7]
- Jason Isaacs como Dick Vigarista[7]
- Gina Rodriguez como Velma Dinkley[8]
- Zac Efron como Fred Jones[9]
- Amanda Seyfried como Daphne Blake[10]
- Kiersey Clemons como Dee Dee Skyes[11]
- Ken Jeong como Dinamite, o Bionicão[11]
- Tracy Morgan como Capitão Caverna[12]
- Frank Welker como Scooby-Doo

## Produção

### Desenvolvimento
Em 17 de junho de 2014, a Warner Bros. anunciou que faria um reboot a série de filmes Scooby-Doo com um filme de animação escrito por Randall Green. Em 17 de agosto de 2015, Tony Cervone foi contratado para dirigir o filme de animação em um roteiro de Matt Lieberman, enquanto Charles Roven e Richard Suckle produziriam o filme junto com Allison Abbate. Dan Povenmire estaria envolvido em uma capacidade criativa e também atuaria como produtor executivo do filme.
No CinemaCon 2016, o título oficial do filme foi anunciado como SCOOB, que seria sobre Scooby-Doo e a Mistério S.A trabalhando para uma organização maior. O filme pretendia levar a um universo cinematográfico baseado nas propriedades de Hanna-Barbera. Em setembro de 2016, foi relatado que Dax Shepard estaria dirigindo o filme junto com Cervone, enquanto ele também escreveria o roteiro. Em outubro de 2018, foi anunciado que Shepard não fazia mais parte do projeto e foi substituído por Kelly Fremon Craig como roteirista.

### Elenco
Em março de 2019, Frank Welker revelou que estava reprisando seu papel como Scooby-Doo, enquanto Will Forte, Gina Rodriguez e Tracy Morgan interpretariam Salsicha, Velma e Capitão Caverna, respectivamente. Mais tarde naquele mês, Zac Efron e Amanda Seyfried se juntaram ao elenco de voz como Fred e Daphne.
Matthew Lillard e Gray Griffin, atores que interpretam Salsicha e Daphne á bastante tempo, mostraram decepção por não serem contatadas sobre a decisão de serem substituídos no filme.. A escalação de Efron como Fred marca a primeira vez que o personagem não é interpretado por Frank Welker (não contando as vezes em que o personagem era criança, interpretado em live-action ou dublado em videogames baseados em filmes em live-action).
Em abril de 2019, Ken Jeong e Kiersey Clemons foram anunciados como fazendo parte do elenco. Em maio de 2019, Mark Wahlberg e Jason Isaacs foram adicionados ao elenco, com Mckenna Grace, Iain Armitage, Ariana Greenblatt e Pierce Gagnon como jovens versões de Daphne, Salsicha, Velma e Fred, respectivamente.  Em março de 2020, Simon Cowell se juntou ao elenco com uma versão ficcional de si mesmo. Em maio de 2020, dias antes do lançamento do filme, foi revelado que o veterano em dublagem Billy West reprisaria seu papel como ajudante de Dick Vigarista, Muttley, e Eric, filho de Cowell, se juntou ao filme.

### Música
Em 28 de janeiro de 2020, Tom Holkenborg foi contratado para compor a trilha sonora do filme.
Em 5 de maio de 2020, foi anunciado o Scoob! The Album seria lançado em 15 de maio de 2020, com a música "On Me", de Thomas Rhett e Kane Brown, com Ava Max, e "Summer Feelings", de Lennon Stella, com Charlie Puth.
A trilha sonora do filme foi lançada digitalmente em 29 de maio de 2020.

## Lançamento
O filme estrearia em 21 de setembro de 2018, mas foi adiado para 15 de maio de 2020. Em Março de 2020, a estreia do filme foi adiada indefinidamente devido por causa da pandemia de COVID-19,  mais tarde foi anunciado em 22 de abril de 2020 que a Warner Bros. lançaria o filme vídeo sob demanda na mesma data, em vez de nos cinemas. Variety escreveu que lançar o filme digitalmente era "um grande risco - e uma perda quase certa - para a Warner Bros". mas observou que o sucesso do filme Trolls World Tour podia ser um sinal positivo.

### Marketing
O primeiro trailer oficial foi lançado em 11 de novembro de 2019.  Um segundo e último trailer estreou em 5 de março de 2020.  Um romance baseado no filme foi lançado em 7 de abril de 2020.

## Recepção

### Vendas de VOD
Scoob! foi o filme mais alugado no Prime Video, Google Play, FandangoNow e iTunes Store no seu fim de semana de abertura. Embora a Warner Bros ainda não tenha divulgado números reais, o filme teve uma contagem mais alta que a Trolls World Tour, que faturou US $ 40 milhões nos primeiros três dias.  Continuou sendo o filme mais alugado em todos os serviços em seu segundo final de semana, depois em três dos quatro serviços em seu terceiro.

### Recepção dos críticos
No Rotten Tomatoes, o filme possui uma classificação de aprovação de 50% com base em 109 avaliações, com uma classificação média de 5,25 / 10. O consenso crítico do site diz: "Scoob! é divertido o suficiente para espectadores jovens e alguns fãs hardcore, mas nunca resolve o mistério de porque o público não deveria assistir episódios antigos".  No Metacritic, o filme tem uma pontuação média ponderada de 43 em 100, com base em 31 críticos, indicando "críticas mistas ou médias".

Michael Phillips, do Chicago Tribune, deu ao filme 2,5 de 4 estrelas e disse: "Estou razoavelmente feliz em informar que é uma reinicialização razoavelmente divertida. Também é ridiculamente sobrecarregada, repleta de personagens de desenhos animados Hanna-Barbera de várias séries de TV além de Scooby, Cadê Você?. Peter DeBruge, da Variety, escreveu que "essa tentativa atraente, mas calculada, de conectar Scooby-Doo a outros personagens de Hanna-Barbera abandona o divertido formato de detetive adolescente do programa.